# 이반 야쿠봅스키
이반 이그나티예비치 야쿠봅스키(러시아어: Ива́н Игна́тьевич Якубо́вский, 1912년 1월 7일, 벨라루스, 마힐료우 주 ~ 1976년 11월 30일, 모스크바)는 소비에트 연방의 원수이자, 두 차례 소비에트 연방 영웅 훈장을 받은 인물로, 1967년 ~ 1976년 바르샤바 조약 기구 통합군 참모총장을 역임하였다.
1932년 붉은 군대에 입대해, 민스크, 레닌그라드 (지금의 상트페테르부르크)에서 각각 군사학교, 기갑전차지휘요원 과정을 거쳤으며, 폴란드 침공, 겨울 전쟁, 제2차 세계 대전 (모스크바 전투, 스탈린그라드 전투, 쿠르스크 전투, 리비우-산도미에르츠 공세 (Lvov–Sandomierz), 베를린 전투, 그 외 타 전투) 에 참전하였다.
1944년 소비에트 연방 칭호, 레닌 훈장을 수여받았으며, 전후 1948년 참모 본부 아카데미를 졸업하고, 주독 소비에트 연방군 집단 부 (副) 총사령관 (1957년 ~ 1960년, 1961년 ~ 1962년), 총사령관 (1960년 ~ 1961년, 1962년 ~ 1965년), 키예프 군관구 사령관 (1965년) 을 거쳐, 1967년 소비에트 연방 원수 칭호를 수여받고, 소비에트 연방 국방부의 첫 차관이 됨과 동시에 바르샤바 조약 기구 통합군의 총사령관이 되었다.
소비에트 연방 제22회 ~ 제24회 대회에서 소비에트 연방 공산당 중앙위원회 위원으로 선출되었으며, 제6기 ~ 제9기 소비에트 연방 최고 회의 대의원, 제2기, 제4기, 제5기 러시아 소비에트 사회주의 공화국 최고 회의 대의원을 지냈다. 1976년 사망했으며, 사후에는 붉은 광장의 크렘린 벽에 매장되었다.
| 전임 안드레이 그레치코 | 제3대 바르샤바 조약기구 통합군 최고사령관 1967년 ~ 1976년 | 후임 빅토르 쿨리코프 |